# Influenzavirus A subtipo H5N6
H5N6 es una especie de influenzavirus tipo A del virus de la gripe, a veces llamado «virus de la gripe aviar». 

## Evolución

### 2014-2015
Al 12 de julio de 2015 fueron reportados cuatro casos conocidos del virus en humanos, tres de ellos mortales.

### 2016
En 2016, se informaron casos de H5N6 –junto con H5N8 y H7N9– en todo el mundo.   
En noviembre y diciembre de ese año se informaron dos casos humanos de H5N6 en las provincias de Hunan y Guangxi, en la República Popular China. En aves, entre octubre y diciembre hubo cuatro brotes en China y se realizó el sacrificio de más de 170.000 aves. A principios de diciembre, se informó de la presencia de gripe aviar H5N6 en excrementos de aves en Hong Kong.
En diciembre de 2016, Corea del Sur había elevado su alerta de gripe aviar al nivel más alto por primera vez. El estado de alarma mayor se produjo cuando el país lidió con un brote de la altamente patógena gripe H5N6, que había comenzado en noviembre.  

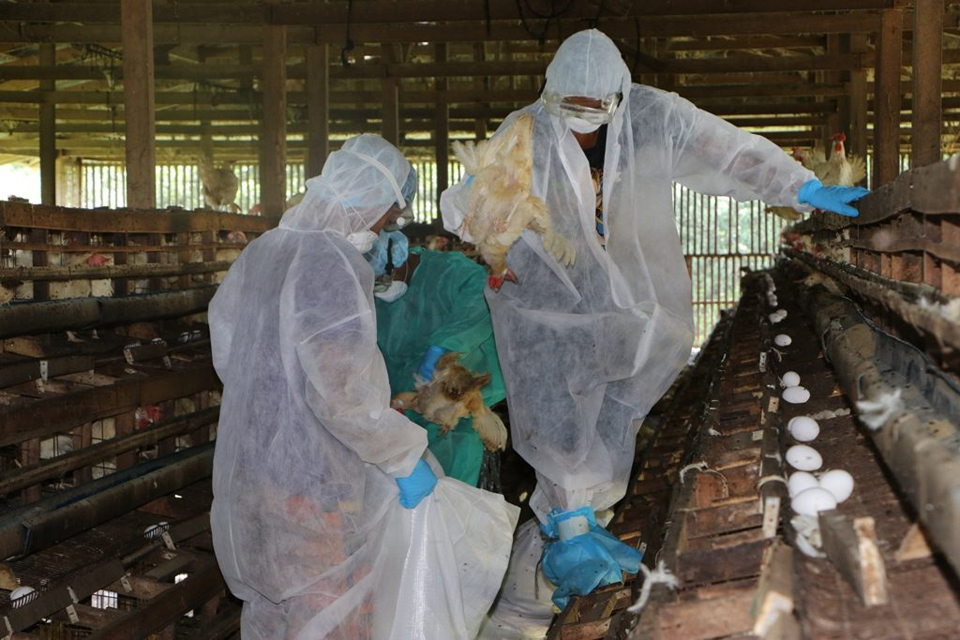
Sacrificio de gallinas en Filipinas por el brote de H5N6 de 2017.

### 2017
Después de una prueba confirmatoria realizada en Australia, se confirmó que la cepa de gripe aviar encontrada en la región de Luzón Central (Filipinas) en agosto de 2017 era del subtipo H5N6.

### 2020
En febrero de 2020, coincidiendo con el nuevo brote de coronavirus (SARS-CoV-2) en China, la provincia de Sichuan informó que el virus H5N6 causó la muerte en una granja de 1840 aves de un total de 2497, siendo el resto de ellas sacrificadas. En marzo se informó de un nuevo brote de H5N6 en Nueva Écija, provincia de Filipinas.